# Bajiquan
Bājíquán (八極拳, literalmente «puño de ocho extremos») es un arte marcial chino que despliega golpes explosivos de rango corto como los codos, hombros, entre otros. Es originario de la provincia de Hebei, en el área de Cangzhou, llegando hoy a ser conocido en otras lugares, como Taiwán o los Montes Wudang, en la provincia de Hubei. Tanto el estilo de combate como la filosofía del Baji Quan provienen de fuentes filosóficas del taoísmo, como los sacerdotes taoístas de Wudang, el clásico libro del I Ching, y otras fuentes que se remontan a la época de las dinastías Yuan y Ming.
Las ocho extremidades en Bājíquán se refieren a las ocho partes más distales del cuerpo para golpear al oponente.
 Estas son el puño, el antebrazo, el codo, el hombro, la cadera, el muslo, la rodilla y el pie para asestar un golpe poderoso a corta distancia. Conocido como el «estilo guardaespaldas», debido a que era el estilo de pugilismo enseñado y utilizado por los guardaespaldas personales de Mao Zedong, Chiang Kai-shek y Puyi (el último emperador de la dinastía Qing).
Es popular en el norte de China y Taiwán. Ha influido en la cultura de varios países.